# Gorihorn

Das Gorihorn, auch Isentällispitz genannt, ist ein 2986 m hoher Berg der nördlichen Flüelakette im Silvrettagebirge im schweizerischen Kanton Graubünden. Das Gorihorn ist nicht zu verwechseln mit dem Isentällispitz auf der Landesgrenze zwischen Österreich und der Schweiz.

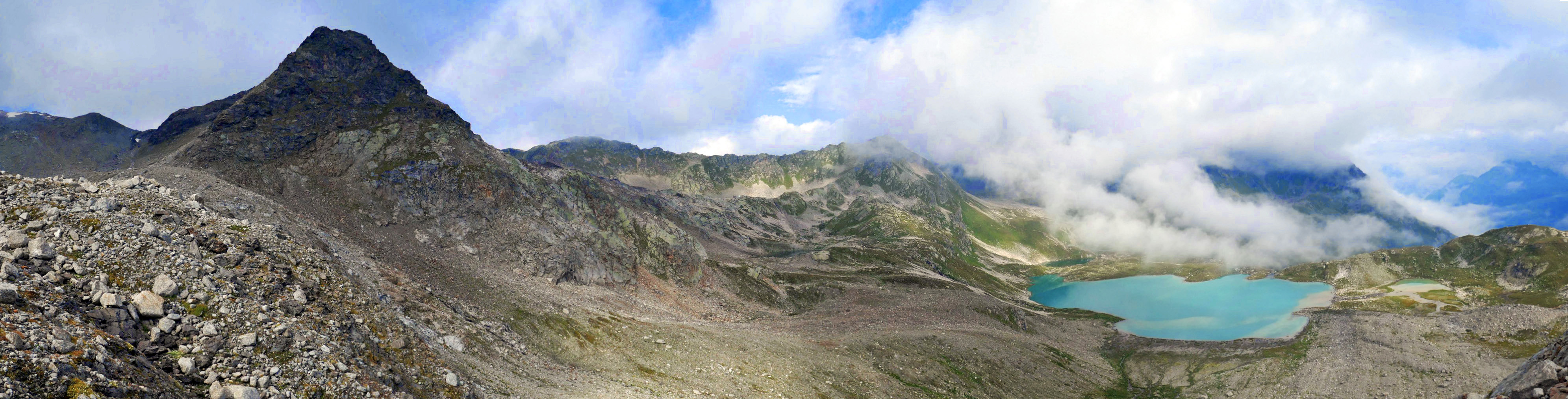
Gorihorn (rechts hinter den Wolken) von der anderen Seite der Jöriseen

## Umgebung
Südlich des Gorihorns liegt der Flüelapass. Nördlich führt von einem schmalen Grat eine mächtige Felswand in das Vereinatal (Landquart). Dieser Grat bildet zudem die Grenze zwischen den Gemeinden Davos und Klosters. Östlich, auf ca. 2500 m, befinden sich die Jöriseen. Westlich verbindet das Isenfürggli das Gorihorn mit dem Pischahorn.

## Geschichte
Das Gorihorn entstand vor ca. 30 Millionen Jahren durch den Zusammenstoss der europäischen und der afrikanischen Kontinentalplatte (Entstehung der Alpen). Genaue Informationen über die Erstbesteigung gibt es keine, jedoch ist es bis heute ein beliebter Skitourenberg.

## Aktivitäten
Das Gorihorn ist einer der bekanntesten Erlebnisberge in der Region Davos Klosters. Im Winter gibt es viele mögliche Skitouren. Die Standard-Strecke führt von Tschuggen via Tschuggentälli zum Gorihorn, wobei die letzten Meter oft zu Fuss überwunden werden. Im Sommer gibt es einige Wanderwege mit verschiedenen Schwierigkeitsgraden.

### Winterroute

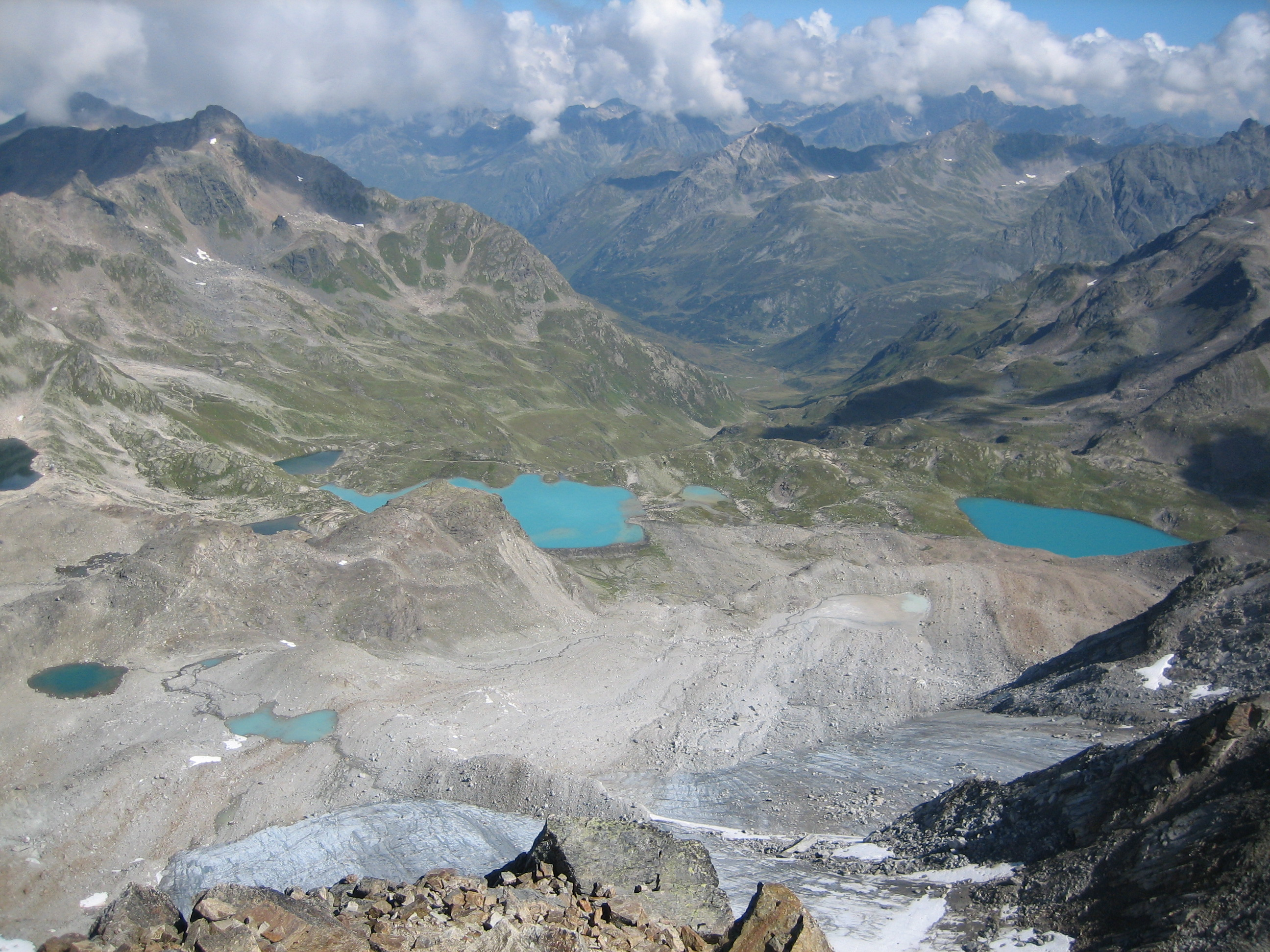
Blick vom Flüela Wisshorn auf die Jöriseen und das Gorihorn (links hinter den Seen)

Tschuggen – Gorihorn
- Startpunkt: Tschuggen
- Schlusspunkt: Gorihorn
- Länge: 6,8 km
- Höhenmeter: 1021 m
- Dauer: 3:15 h
- Schwierigkeit: mittel

### Sommerroute
Tschuggen – Gorihorn (Wanderung Nr. 57)
- Startpunkt: Tschuggen
- Schlusspunkt: Gorihorn
- Länge: 6,8 km
- Höhenmeter: 1021 m
- Dauer: 5:00–6:00 h
- Schwierigkeit: schwer/T4

Die Schwierigkeitsgrade am Gorihorn wurden vom SAC (Skitouren: Skitourenskala) (Wanderwege: Wanderskala) eingestuft.